# Кубок Іспанії з футболу 1924
Кубок Іспанії з футболу 1924 — 24-й розіграш кубкового футбольного турніру в Іспанії. Титул вдруге здобув Реал Уніон. 

## Календар
| Раунд            | Дата                                                                        | Матчі | Клуби  |
| ---------------- | --------------------------------------------------------------------------- | ----- | ------ |
| Попередній раунд | 23/30 березня 1924                                                          | 4     | 10 → 8 |
| 1/4 фіналу       | 23 березня - 6 квітня/30 березня - 13 квітня/ 16 квітня 1924 (перегравання) | 4+1   | 8 → 4  |
| 1/2 фіналу       | 6-20/13-27 квітня/ 15-30 квітня 1924 (перегравання)                         | 4+2   | 4 → 2  |
| Фінал            | 4 травня 1924                                                               | 1     | 2 → 1  |

## Попередній раунд
| Команда 1          | Заг. | Команда 2               | 1-й матч | 2-й матч |
| ------------------ | ---- | ----------------------- | -------- | -------- |
| 23/30 березня 1924 |      |                         |          |          |
| Барселона          | 17:1 | РСА Стадіум де Сарагоса | 8:1      | 9:0      |
| Спортінг (Хіхон)   | 10:2 | Расінг (Сантандер)      | 7:0      | 3:2      |

## 1/4 фіналу
| Команда 1          | Заг. | Команда 2            | 1-й матч | 2-й матч |
| ------------------ | ---- | -------------------- | -------- | -------- |
| 23/30 березня 1924 |      |                      |          |          |
| Реал Мадрид        | 7:2  | Натасьйон (Аліканте) | 4:0      | 3:2      |
| Севілья            | 1:3  | Реал Уніон           | 1:1      | 0:2      |
| Сельта             | 2:7  | Атлетік (Більбао)    | 1:1      | 1:6      |
| 6/13 квітня 1924   |      |                      |          |          |
| Барселона          | 2:2  | Спортінг (Хіхон)     | 2:0      | 0:2      |

Перегравання
| Команда 1      | Рахунок | Команда 2        |
| -------------- | ------- | ---------------- |
| 16 квітня 1924 |         |                  |
| Барселона      | 3:1     | Спортінг (Хіхон) |

## 1/2 фіналу
| Команда 1         | Заг. | Команда 2   | 1-й матч | 2-й матч |
| ----------------- | ---- | ----------- | -------- | -------- |
| 6/13 квітня 1924  |      |             |          |          |
| Атлетік (Більбао) | 3:4  | Реал Мадрид | 3:1      | 0:3      |
| 20/27 квітня 1924 |      |             |          |          |
| Реал Уніон        | 1:2  | Барселона   | 1:0      | 0:2      |

Перегравання
| Команда 1         | Рахунок | Команда 2   |
| ----------------- | ------- | ----------- |
| 15 квітня 1924    |         |             |
| Атлетік (Більбао) | 0:1     | Реал Мадрид |
| 30 квітня 1924    |         |             |
| Реал Уніон        | 6:1     | Барселона   |

## Фінал
| 4 травня 1924 |

| Реал Уніон   | 1:0      | Реал Мадрид |
| ------------ | -------- | ----------- |
| Ечевесте 58' | Протокол |             |

| Аточа, Сан-Себастьян Арбітр: Фермін Санчес |